# ناتاليا كوخال
كوخال ناتاليا فولوديميريفنا هي فنانة ورسامة، وفنانة جرافيكي أوكرانية، عضو الاتحاد الوطني للفنانين الأوكرانيين (منذ 1992).
ابنة فولوديمير فولوديميروفيتش كوخال [الأوكرانية]
 وسلوتا أولغا بتروفنا [الأوكرانية]
، وحفيدة زوريا غالينا دينيسيفنا [الأوكرانية]
 وسلوتا بيترو دوروفيوفيتش [الأوكرانية]
.